# Лемінг норвезький
Лемінг норвезький (Lemmus lemmus) — вид ссавців з родини Cricetidae.

## Проживання
Ендемік Норвегії, західної та північної Швеції, північній Фінляндії і Кольського півострова (Росія). Виявлений на деяких островах. Південна межа ареалу не стабільна через великі міграцій, які відбуваються час від часу. Мешкає в різних альпійських і субарктичних місцях проживання, включаючи торф'яні болота, пустки карликових чагарників, а також схили і хребти з рідкісною рослинністю. Під час масового розмноження, його можна знайти в лісах, сільськогосподарських угіддях, і навіть по замерзлих озерах.

## Фізичні характеристики
Голова й тіло довжиною до 155 мм, хвіст довжиною 10-19 мм, вага до 130 гр. Хутро сіро-коричневе зверху, від голови до середини спини йде чорна смуга. Горло та груди чорно-коричневі, низ жовтувато-сірий.

## Поведінка
Дорослі харчуються переважно осокою, травами і мохом. Вони активні як вдень, так і вночі, чергуючи часи відпочинку з періодами активності. Має три-чотири річний цикл зміни населення, в якому популяції виду періодично піднімається до неприйнятних рівнів, що призводить до високої смертності, що призводить до різкого, великого спаду населення. Проводить зиму в гніздах під снігом.

## Розмноження та розвиток
Вони досягають статевої зрілості менш ніж через місяць після народження і розмножуються цілий рік, якщо умови сприяють, кожен приплід містить від шести до восьми малюків, вагітність триває близько двадцяти днів. Молоді лемінги розходяться в різних напрямках в пошуках вільної території.